# María de las Mercedes của Hai Sicilie
María de las Mercedes của Hai Sicilie (tiếng Tây Ban Nha: [maˈɾi.a meɾˈθeðes]; María de las Mercedes Cristina Genara Isabel Luisa Carolina Victoria y Todos los Santos de Borbón và Orléans; 23 tháng 12 năm 1910 – 2 tháng 1 năm 2000) là thành viên của Vương thất Tây Ban Nha và là mẹ của Juan Carlos I của Tây Ban Nha.